# Miss America (groupe)
Pour l’article homonyme, voir Miss America.
Miss America est un groupe de rock français, originaire de la Côte d'Azur. 
Composé de Tommy Roves (chant, guitare), Dimitri Walas (guitare), Anso Ambroisine (basse) et Laëza Massa (batterie), le groupe compte un cinquième membre en la personne d'Olivier Morino, manager et graphiste. 
Formé en décembre 2012, le groupe revendique un "stadium rock" inspiré par les groupes des années 1970. Sa musique ne se limite pourtant pas aux codes du rock'n'roll, flirtant parfois avec le blues des pionniers, la country, la folk, le hard rock ou encore le rock progressif.
Indépendant et auto-produit, Miss America totalise près de cent trente concerts, deux EP (pressés en 2014 et 2016) et Invasion son premier album (2020). 
En janvier 2019, le groupe annonce l'entame du Invasion Tour, une tournée française en deux actes (2019/2020) .

## Historique

### Les débuts
Dispersés sur la Côte d'Azur, les quatre musiciens organisent leurs premières répétitions à Monaco, dans un immeuble désaffecté. Un hasard géographique qui leur collera pour quelques années l'étiquette de "groupe monégasque". 
Après trois mois de répétition, Miss America se produit pour la première fois au théâtre Lino Ventura de Nice, en mars 2013, et remporte le prix du public. L'imagerie du groupe est alors essentiellement basée sur le constructivisme soviétique et la guerre froide, pied de nez évident aux détracteurs suspectant un groupe caricaturalement pro-US.
En novembre 2014 parait EP1, un six titres auto-produit comprenant notamment les titres Sextasy, Sometimes et Song for Ronnie Hawkins.
Multipliant les concerts, le quatuor assure successivement les premières parties de Kool & the Gang, Simple Minds et de Louis Bertignac, qui les remarque. À l'occasion de son jubilé, le Prince Albert II invite la formation à se produire sur le Rocher. 

### Les tournées
En 2016, lauréat du Grand Studio RTL, Miss America entame son Sextasy Tour, une tournée d'une vingtaine de dates. Points d'orgues de la saison, l'ouverture du Festival de Nîmes, l'invitation de Johnny Hallyday à partager la scène à l'occasion de son concert de Fréjus et quatre premières parties sur la tournée des Zéniths entamée par les Insus (Arena de Montpellier, Palais Nikaïa de Nice, Palais des Sports de Grenoble et Halle Tony Garnier de Lyon). Par l'intermédiaire d'Olivier Bas, la formation signe alors un contrat d'édition avec Marc Lumbroso (J.J Goldman, Raphaël, Christine & the Queens) et Fabrice Nataf (Daho, Les Innocents, Kimberose).
En 2017, One Minute Before Glory - leur second EP - fait l'objet d'une tournée éponyme. Cette fois, le tour de chant comprend trente dates dans toute la France, dont une participation au Download Festival et diverses premières parties, notamment auprès d'Asaf Avidan et des Insus, que le groupe retrouve à l'occasion du Nice Music Live. À l'occasion des élections présidentielles américaines, Miss America se produit en direct dans l'émission Quotidien sur TMC.
En 2018, le groupe s'embarque pour le Push Play Tour, une tournée de quarante dates en France et en Suisse  et déclare avoir écoulé 7 000 disques, uniquement à la fin des concerts, sans label ni réseau de distribution. Il assure l'ouverture du festival Guitare en scène en première partie de Joe Satriani.
Le premier acte du Invasion Tour est lancé en 2019 . En juillet, le groupe rejoint la programmation du Festival de Poupet et partage l'affiche avec Scorpions.

### Le premier album:Invasion
En janvier 2019, le groupe rentre en studio à l'Orangeraie (Dourdan) et enregistre son premier LP, enregistré par Willdric Liévin et co-réalisé avec Philippe Almosnino (Les Wampas, Johnny Hallyday, Benjamin Biolay). Celui-ci sortira le 13 mars 2020, distribué par PIAS.

### Fin de carrière
Le 2 Mars 2021 Miss America annonce l'arrêt du groupe.[réf. nécessaire]

## Discographie
- 2014 : EP1 (EP)
- 2016 : One Minute Before Glory (EP)
- 2020 : Invasion (Album)